# Șantierul Naval Constanța

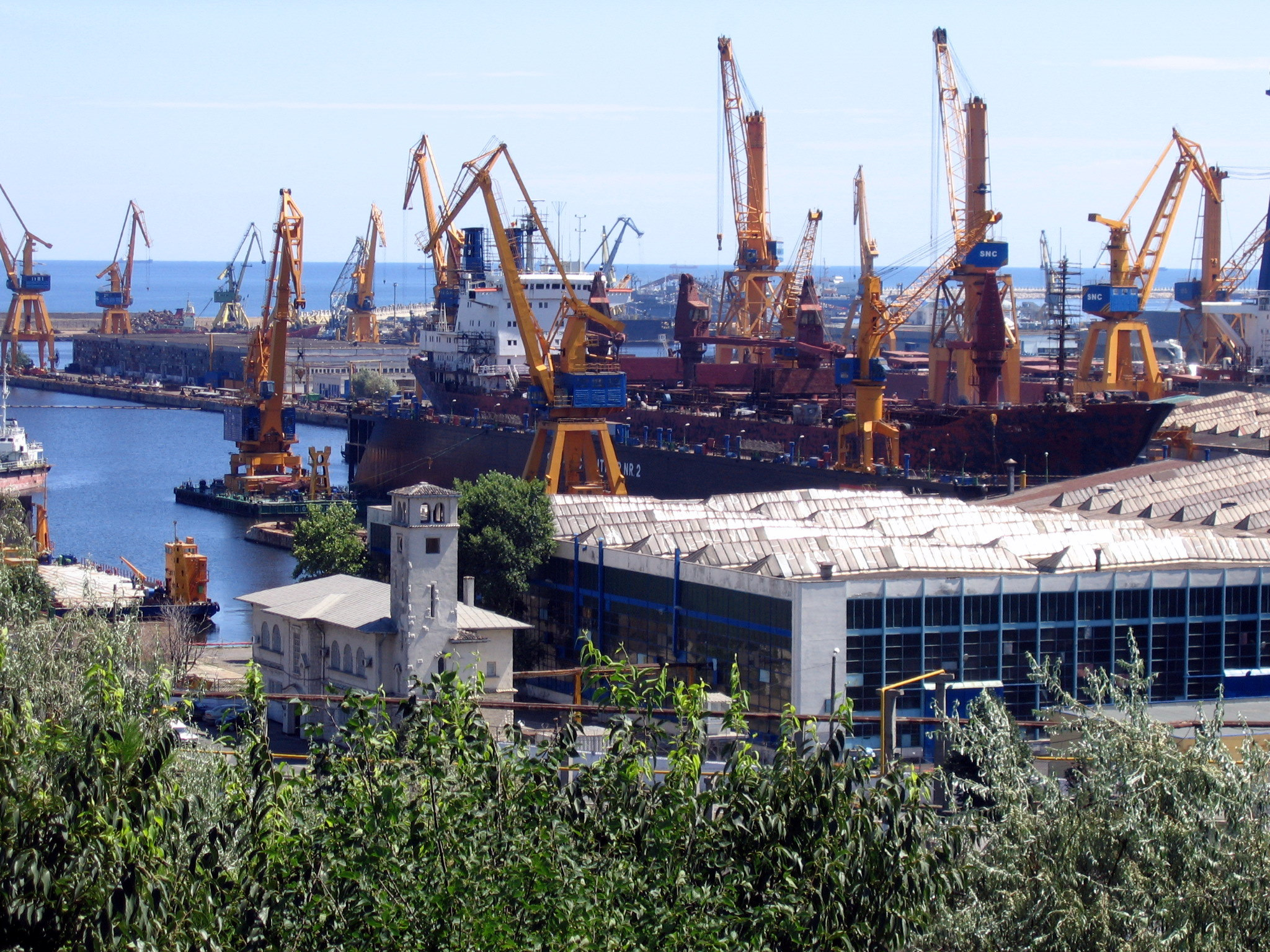
Șantierul Naval Constanța - 2005

Șantierul Naval Constanța (SNC) este unul din cele mai mari șantiere de construcții și reparații de nave din Europa.
Este al doilea mare constructor de nave din România, și este controlat de omul de afaceri Gheorghe Bosânceanu,
care l-a cumpărat în vara anului 2002.
Acționarul majoritar al companiei este Resource International SA, cu o deținere de 94,8%.
Titlurile societății se tranzacționează la categoria „Nelistate” a Bursei de Valori București, sub simbolul SNC.
Cifra de afaceri:
- 2017: 49,9 milioane euro
- 2016: 45,5 milioane euro
- 2015: 50,9 milioane euro
- 2012: 66,6 milioane euro [6]
- 2007: 335,6 milioane lei[7]

#### Venit net:
- 2014: 1,98 milioane euro
- 2015: 6,3 milioane euro
- 2016: 3,35 milioane euro
- 2017: 805 mii euro

#### Număr angajați:
- 2014: 862
- 2015: 1.036
- 2016: 1.033
- 2017: 1.038